# Opstandingskerk (Wissenkerke)
De Opstandingskerk is de protestantse kerk van Wissenkerke in de Nederlandse provincie Zeeland. De kerk is gelegen aan Voorstraat 20.

## Geschiedenis
De eerste hervormde kerk in Wissenkerke is van 1670, en deze werd in 1827 vervangen door een nieuwer gebouw. Dit was geklasseerd als rijksmonument vanwege de aanwezigheid van twee bijzondere orgels, niet vanwege het kerkgebouw. Dit gebouw werd in 1968 gesloopt en op dezelfde plaats werd een nieuwe kerk gebouwd, die in 1969 werd ingewijd. Architecten waren Rothuizen en 't Hooft. Hier werden ook de orgels weer opgesteld.
Het kerkgebouw is een modern, doosvormig gebouw met een opvallend spitse toren.

## Orgels
Het eenklaviers pijporgel werd in 1862 gebouwd door J.J. Vollebregt. Omdat de nieuwe kerk te laag was, moest het beeld van David met harp, dat voordien het orgel bekroonde, vóór het orgel op de balustrade worden geplaatst.
Dispositie van het Vollebregtorgel (1862):
| Manuaal (C-f3) | Pedaal (C-c1) |
| -------------- | ------------- |
| Bourdon 16     | aangehangen   |
| Prestant 8     |               |
| Holpijp 8      |               |
| Salicionaal 8  |               |
| Octaaf 4       |               |
| Fluit 4        |               |
| Quint 3        |               |
| Woudfluit 2    |               |
| Cornet 4 st.   |               |
| Trompet 8 B/D  |               |

Het Müller-orgel is een koororgel dat werd gebouwd als huisorgel in 1767. In 1861 kwam het in de Nieuwe kerk te Vlissingen, in 1908 in de Gereformeerde kerk te Baarland en in 1925 naar de Gereformeerde kerk van Wissenkerke. In 1986 werd deze kerk gesloten en kwam het orgel in de Opstandingskerk te staan.
Dispositie van het Müller-orgel:
| Manuaal (C-d3) |
| -------------- |
| Holpijp 8      |
| Prestant 8 (D) |
| Octaaf 4 D     |
| Fluyt 4 B/D    |
| Quint 3        |
| Superoctaaf 2  |
| Mixtuur        |
| Tremulant      |